# Vestido Tarkhan
El vestido Tarkhan, nombrado por el cementerio Tarkhan al sur de El Cairo en Egipto donde fue descubierto en 1913, es un vestido de lino que con sus 5000 años de antigüedad es la prenda de ropa femenina más antigua conservada.
El vestido, con el código UC28614B, se encuentra en la colección del Museo Petrie de Arqueología Egipcia del University College de Londres (UCL). Las pruebas de radiocarbono en 1978 fecharon la pieza en el 2362 a. C. aunque una prueba posterior en 2015 por la Universidad de Oxford afirma, con un 95% de exactitud, que las fechas de confección del vestido oscilan en realidad entre 3482 y 3102 a. C.

## Descubrimiento
El vestido fue descubierto en 1913 durante la segunda temporada de excavaciones de Sir Flinders Petrie en la necrópolis de Tarkhan. Durante la excavación de la mastaba 2050, el vestido junto a otro lino en el exterior de la mastaba, se cree que fueron tirados allí en la antigüedad y la arena seca los cubrió, preservando los artefactos. El lino fue enviado al University College de Londres para su análisis, donde permaneció durante los siguientes sesenta y cinco años.
El vestido fue redescubierto en 1977 por conservadores en el Museo de Victoria y Alberto que estaban clasificando y limpiando 'trapos funerarios'.

## Vestido
El vestido está formado por un tejido de lino blanco de 22 a 23 urdimbres y 13 a 14 tramas por centímetro creando una raya gris en la urdimbre, posiblemente para un efecto decorativo. El cuerpo principal del vestido es recto y con 76 cm de ancho, de cuello en uve y manga larga. La parte inferior de la prenda no se ha conservado, por lo que se desconoce su largo original.